# Сорабджи, Ричард
Ричард Сорабджи (англ. Sir Richard Rustom Kharsedji Sorabji, род. 8 ноября 1934, Оксфорд) — британский историк древней западной философии, почётный профессор философии Королевского колледжа Лондона. Он племянник Корнелии Сорабджи.

## Биография
Ричард Сорабджи родился в Оксфорде 8 ноября в семье Ричарда «Дика» Кайкушру Сорабджи (1872–1950) и Мэри Кэтрин (урождённой Монкхаус). Он получил образование в школе Дракона (Dragon School) и школе Чартерхаус. После двух лет службы в армии он с 1955 по 1959 год учился в Пембрук-колледже в Оксфорде, получая стипендию Боултера и Рэдклиффа. Он получил степени второго класса (см. «Oxford University Calendar», 1958, стр. 312 и 1960, стр. 323) по «Греческой и латинской литературе» в 1957 году и по «Literae Humaniores» в 1959 году. Впоследствии Сорабджи некоторое время преподавал в своей старой подготовительной школе, а затем получил степень бакалавра философии в Оксфорде под руководством Гвила Оуэна и Джона Экрилла.
Первую академическую должность Сорабджи получил в Корнеллском университете в 1962 году, где в 1968 году стал доцентом, одновременно работая редактором The Philosophical Review. В 1970 году он вернулся в Англию и присоединился к преподавательскому составу Королевского колледжа в Лондоне, где в 1981 году был назначен профессором античной философии. Его главным интересом был Аристотель, о котором он опубликовал свои первые книги — «Аристотель о памяти» в 1972 году (аннотированный перевод со вступительными эссе) и (как соредактор) четыре тома «Статей об Аристотеле» с 1975 по 1979 год. Затем он написал три книги по древней философии физики: «Необходимость, причина и вина» (1980), «Время, творение и континуум» (1983) и «Материя, пространство и движение» (1988).
Сорабджи был президентом Аристотелевского общества с 1985 по 1986 год и основал международный проект «Древние комментаторы Аристотеля» в 1987 году. Целью данного проекта была публикация первых переводов на английский язык преимущественно греческих философских текстов периода 200–600 гг. н. э., в основном комментариев к трудам Аристотеля. К концу 2012 года было опубликовано 100 томов, многие из которых впервые переводят комментарии Аристотеля на английский язык. Сорабджи сам написал введения к некоторым томам, а также общее введение к комментаторам, перепечатанное во многих томах. Список переводов размещён на его официальном сайте.
Сорабджи написал эссе и книгу о М. К. Ганди. Он сравнивает философию Ганди со стоической философией, чтобы пролить свет как на гандистскую философию жизни, так и на стоицизм. 
В 1989 году Сорабджи стал членом Британской академии. В 1989—1991 годах он основал Центр философских исследований при Королевском колледже с целью популяризации философии среди широкой общественности. С 1991 по 1996 год он был директором Института классических исследований, а с 1996 по 1999 год — профессором-исследователем Британской академии в Оксфорде. В 1996 и 1997 годах он прочитал Гиффордские лекции, которые были опубликованы в 2000 году под названием «Эмоции и душевный покой: от стоического волнения к христианскому искушению». В 1999 году он стал почётным иностранным членом Американской академии искусств и наук. Сорабджи ушёл из Королевского колледжа в 2000 году и впоследствии занимал преподавательские должности: профессора риторики в колледже Грешема в Лондоне с 2000 по 2003 год, внештатного профессора Техасского университета в Остине с 2000 года, почётного приглашённого учёного Нью-Йоркского университета с 2000 по 2003 год и приглашённого профессора Городского университета Нью-Йорка с 2004 года. В 2008 году он стал почётным профессором Кипра в Нью-Йоркском университете. Сорабджи — почётный член колледжа Вольфсон в Оксфорде, член Королевского колледжа Лондона и научный сотрудник Института классических исследований.
В 1999 году Сорабджи был назначен Командором Ордена Британской империи (CBE) за заслуги в области античной философии, а в 2014 году был посвящён в рыцари в честь Дня рождения королевы за заслуги в области философской науки.

## Публикации
- Aristotle on Memory (1972)
- Articles on Aristotle, with J. Barnes and M. Schofield, Vol. 1: Science, Vol. 2: Ethics and Politics, Vol. 3: Metaphysics, Vol. 4: Psychology and Aesthetics (1975–79)
- Necessity, Cause and Blame (1980)
- Time, Creation and the Continuum (1983)
- Ed. Philoponus and the Rejection of Aristotelian Science (1987; enlarged ed. 2, 2008)
- Matter, Space and Motion (1988)
- Ed. Aristotle Transformed (1990)
- Animal Minds and Human Morals (1993)
- Ed. Aristotle and After (1997)
- Emotion and Peace of Mind: From Stoic Agitation to Christian Temptation (2000)
- Ed. with the late R.W. Sharples, The Philosophy of Commentators, 200–400 A.D. (2003–2005)
- The Self: Insights from Different Times and Places (2005).
- Ed. with D. Rodin, The Ethics of War (2006)
- Opening Doors: The Untold Story of Cornelia Sorabji (2010)
- The Stoics and Gandhi: Modern Experiments on Ancient Values (2012)
- Perception, Conscience and Will in Ancient Philosophy (Variorum Collected Studies Series: CS 1030) (2013)
- Moral Conscience through the Ages: Fifth Century BCE to the Present (2014)

А также 73 статьи и 2 стихотворения.